# 바론첼리 예배당

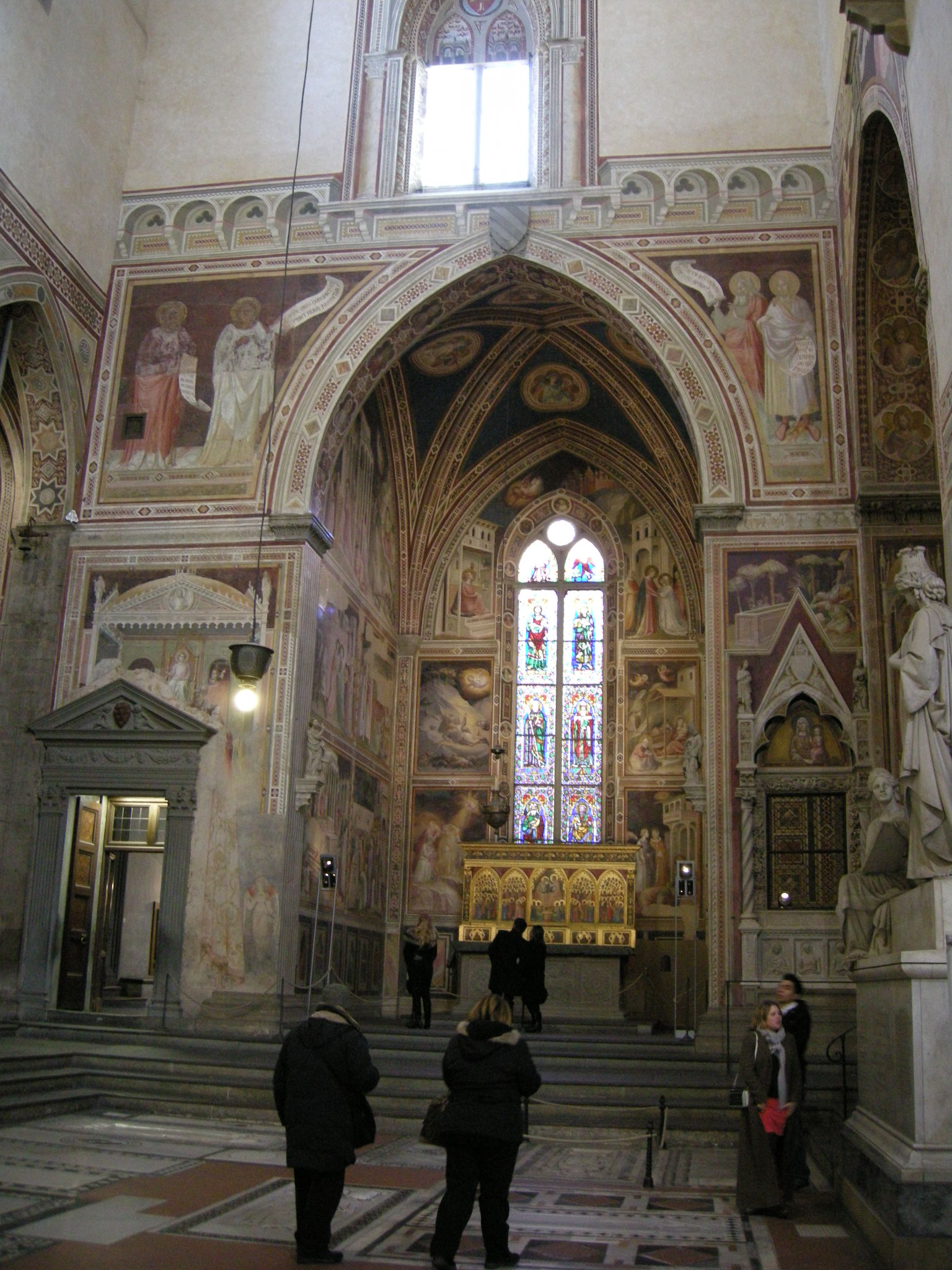
바론첼리 예배당

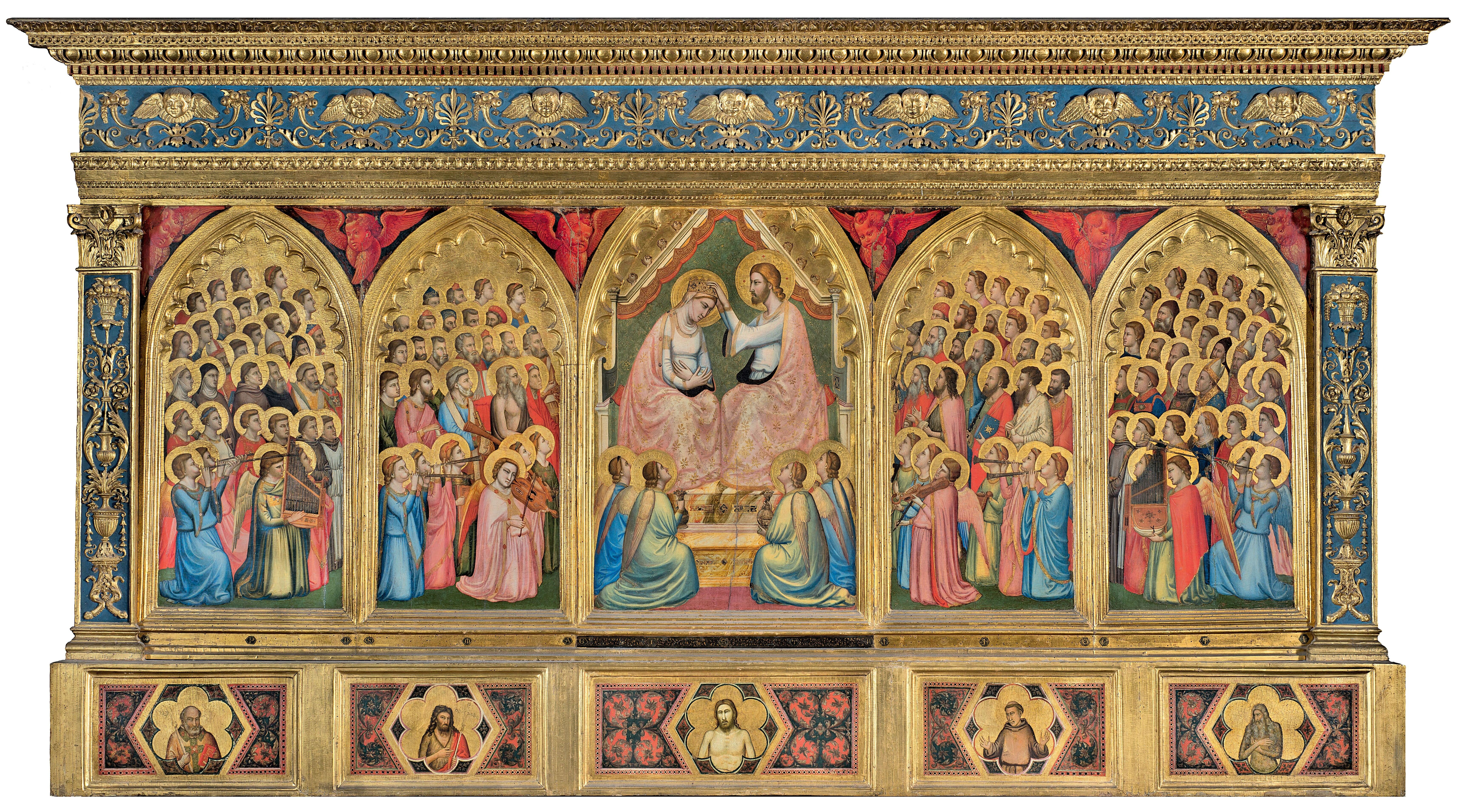
조토 디 본도네가 그린 바론첼리 예배당의 폴립티크.

바론첼리 예배당(Cappella Baroncelli)은 이탈리아 피렌체에 위치한 산타 크로체 성당의 오른쪽 익랑 끝에 있는 예배당이다.
이곳의 프레스코화는 1328년과 1338년 사이에 타데오 가디가 그린 것이다.

## 묘사

### 가디의 작품
프레스코의 순서는 '성모의 이야기'를 나타내고 있다. 이 작품에서, 가디는 조토의 스타일을 완벽히 습득했음을 보여주고 있으며, 장면에서 등장하는 인물들의 배치는 그의 스승보다 한층 더 붐빈다. 그는 또한 배경의 구성에 있어서 원근법을 사용하며 '성전에서 정결예식' 속 완곡한 계단 등에서 착각 효과를 불러일으키는등 실험을 이어나갔다.
하단 부분에 여전히 남아있는 벽감 두 개는 스크로베니 예배당에 있는 조토의 작품에서 영향을 받았을 것이다.
섬세하고 부드러운 특징들은 가디의 후기 스타일의 특징이다. '목자들에게 알림'의 밤 배경 각색작은 14세기 중반 중부 이탈리아의 그림에서는 거의 유일무이하다.
가디는 또한 외부에 네 명의 선지자들이 있는 스테인드글라스를 설계하였으며, 제단화도 맡았을 것으로 보는데 이 제단화는 1328년의 것으로 추정하고 핵심 그림은 'Opus Magistri Jocti'인데 이 그림의 스타일은 가디 그 자신을 포함하여, 조수들의 손길을 나타내고 있다. '영광의 천사들과 성인들'에게 둘러싸인 '성모 승천'을 묘사하고 있는, 화려한 폴립티크가 있다. 이 제단화의 끝부분은 현재 샌디에고 미술관에 있다. 원래의 그림 액자는 15세기에 때 새로운 액자로 교체되었다.

### 그 외 작품
바론첼리 예배당에 있는 다른 작품들에는 오른쪽 벽에 있는, 세바스티아노 마이나르디의 '허리띠의 성모'가 있다.
1334년경에 조토가 그린 바론첼리 폴립티크도 이곳 예배당에 있다.
바론첼리 가문은 조반니 디 발두치오가 1327년에 설계한, 외벽에 있는 무덤을 소유했었다. 발두치오는 또한 대천사 가브리엘 조각상 및 회랑의 기둥들에 있는 수태고지를 조각하기도 했다.
예배당 내부의 '아기 예수와 성모' 조각상은 1568년에 빈첸초 단티가 제작한 것이다.

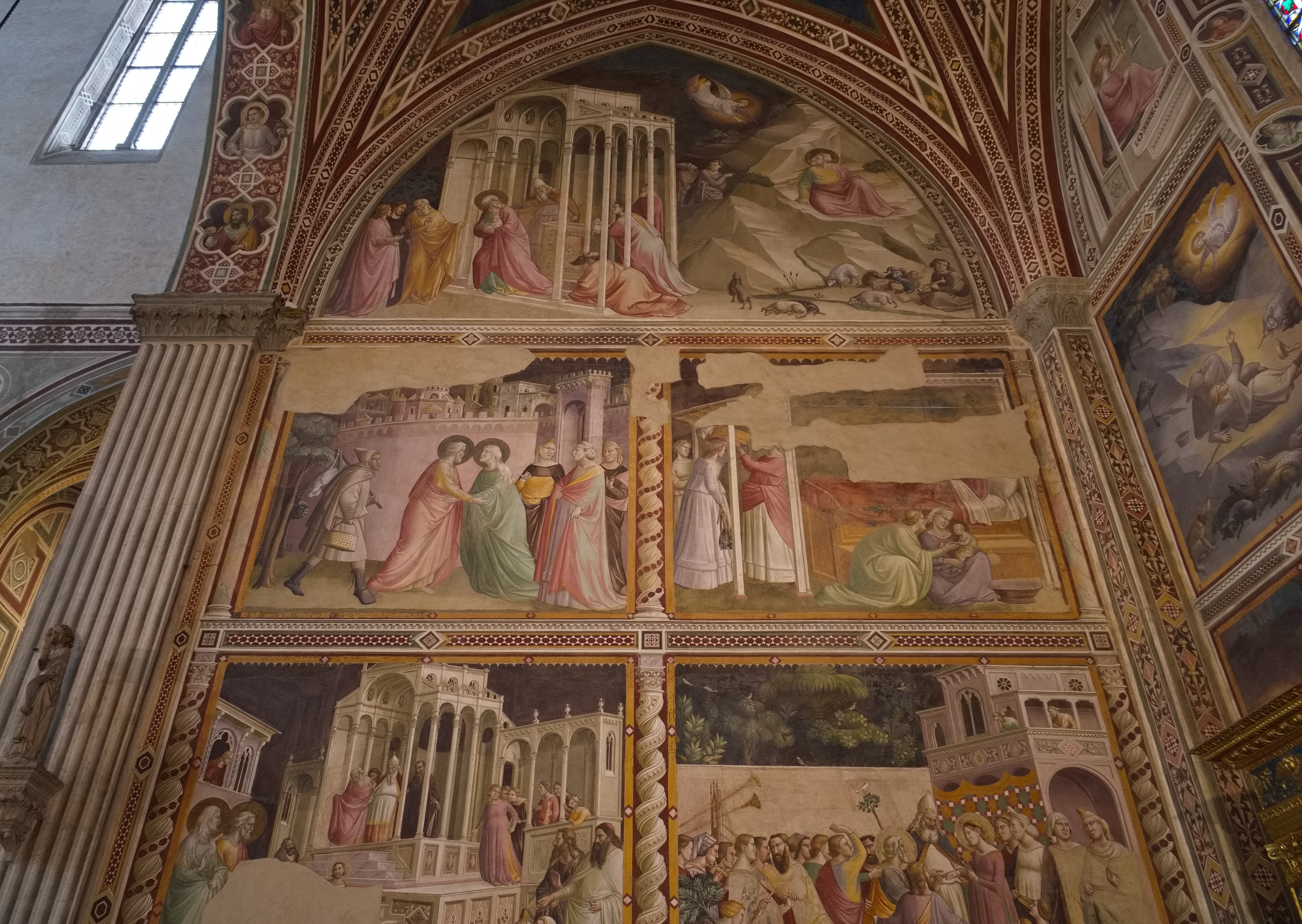
'성모의 이야기' (북쪽 벽)
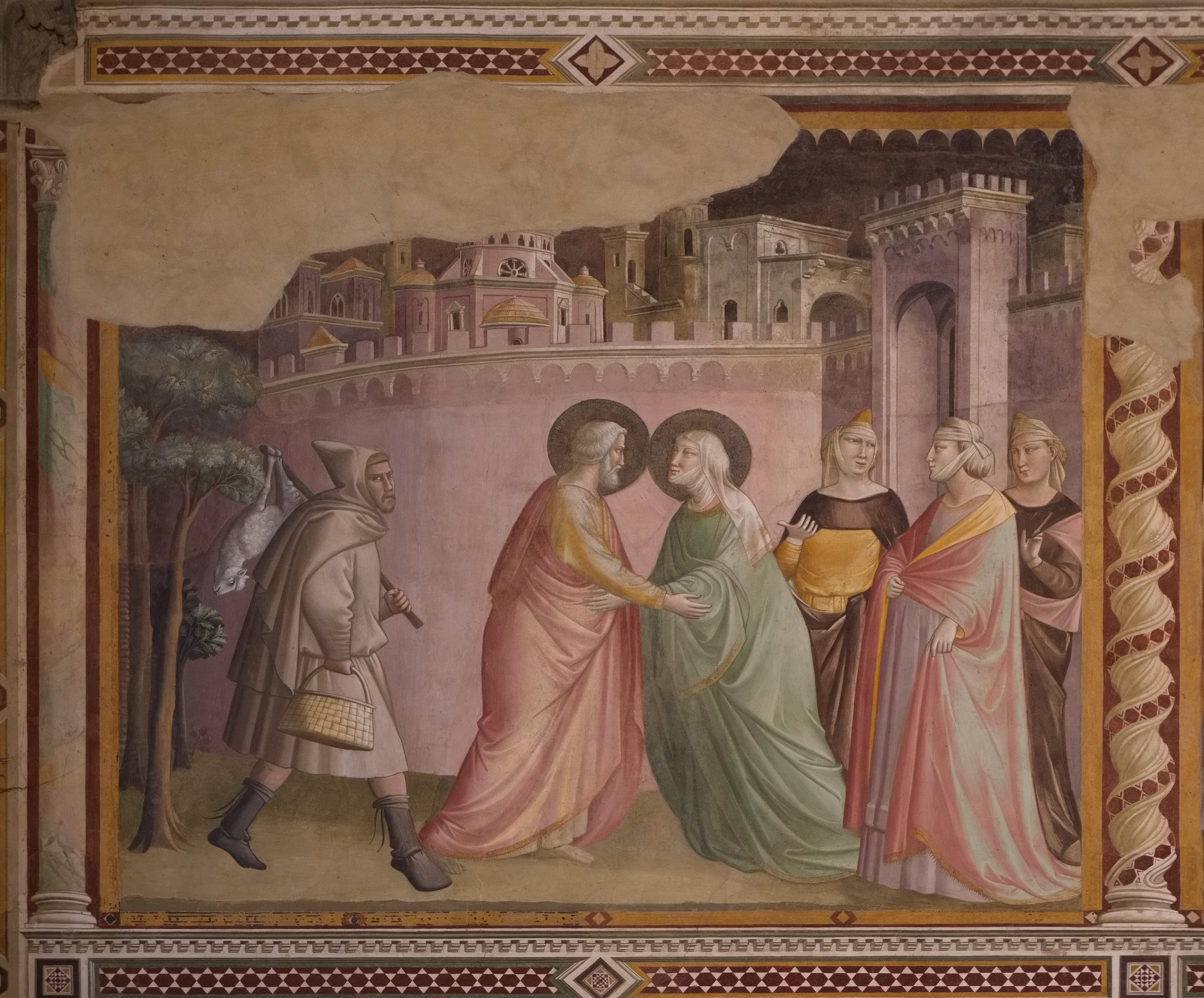
'방문' (북쪽 벽)
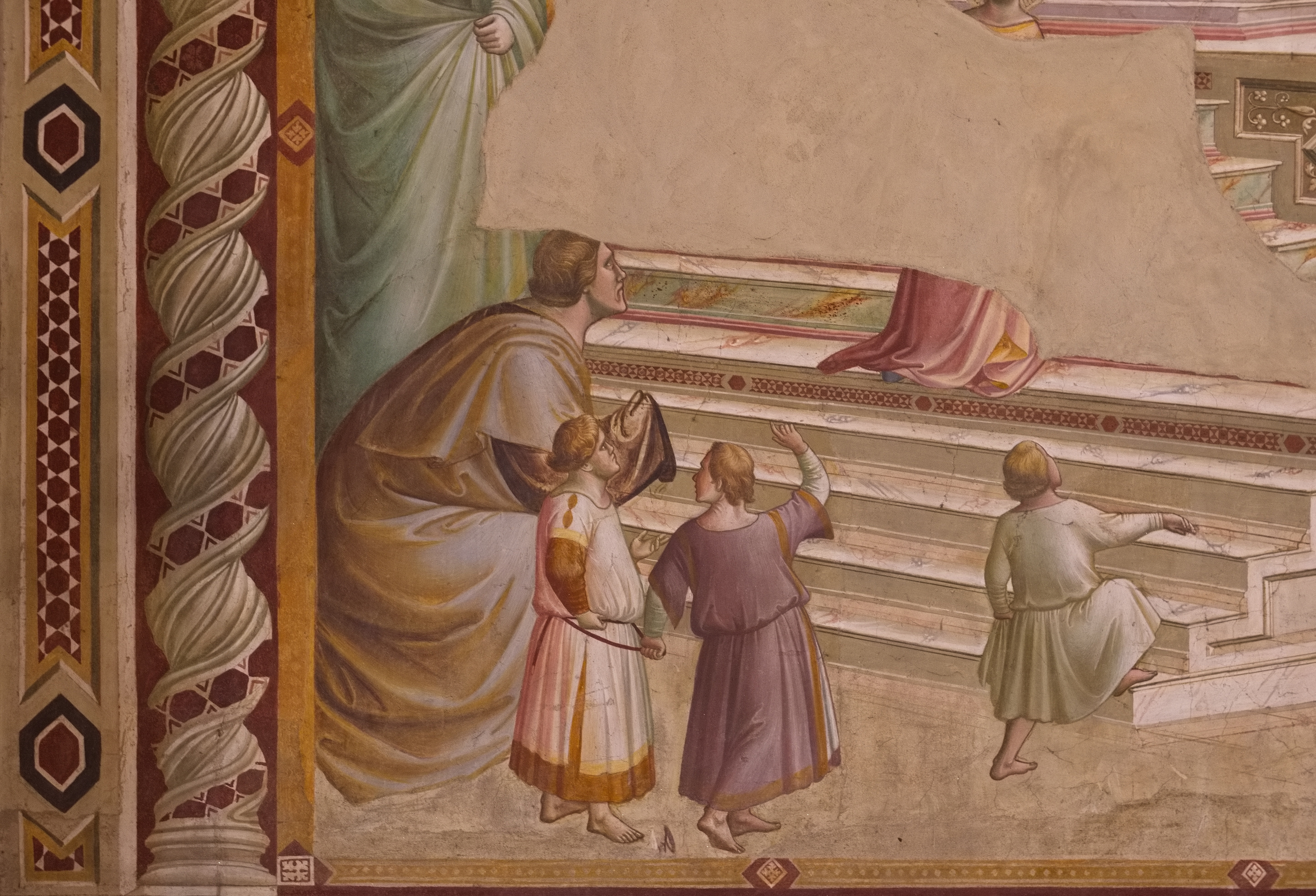
'마리아의 봉헌' (북쪽 벽)
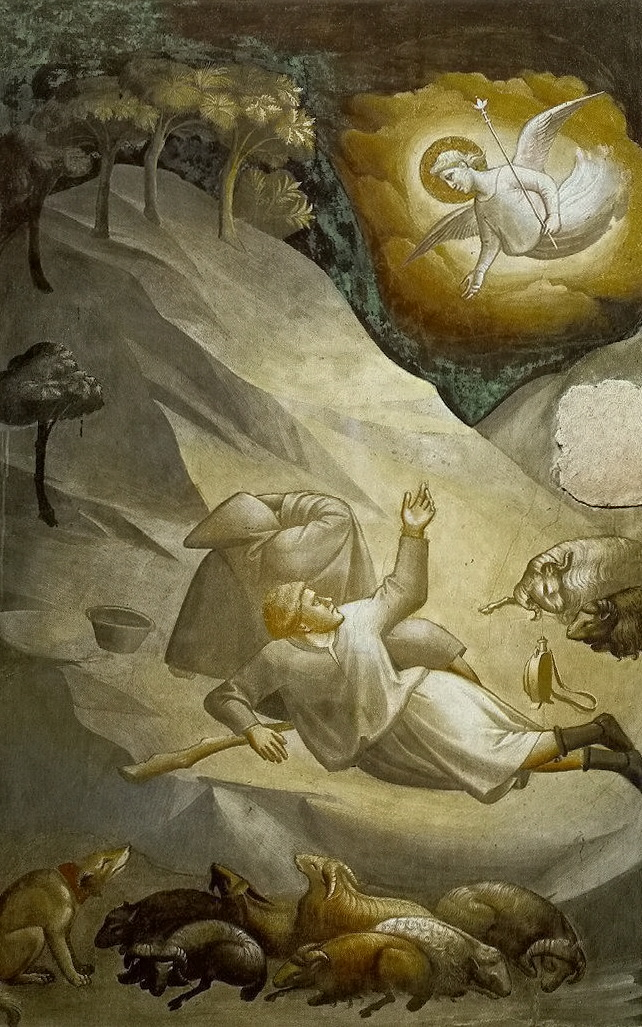
'목자들에게 알림' (동쪽 벽)
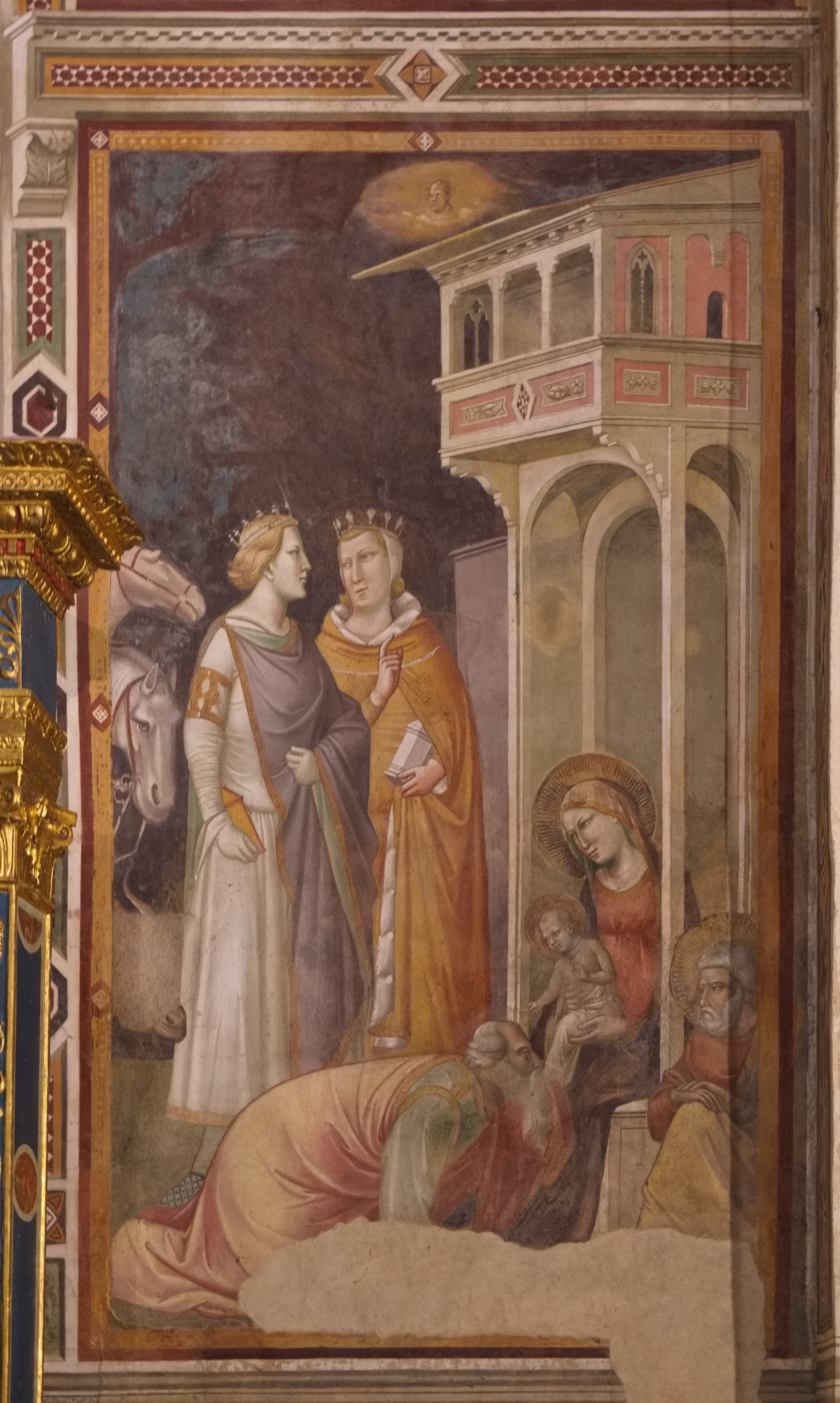
'동방박사의 예배' (동쪽 벽)
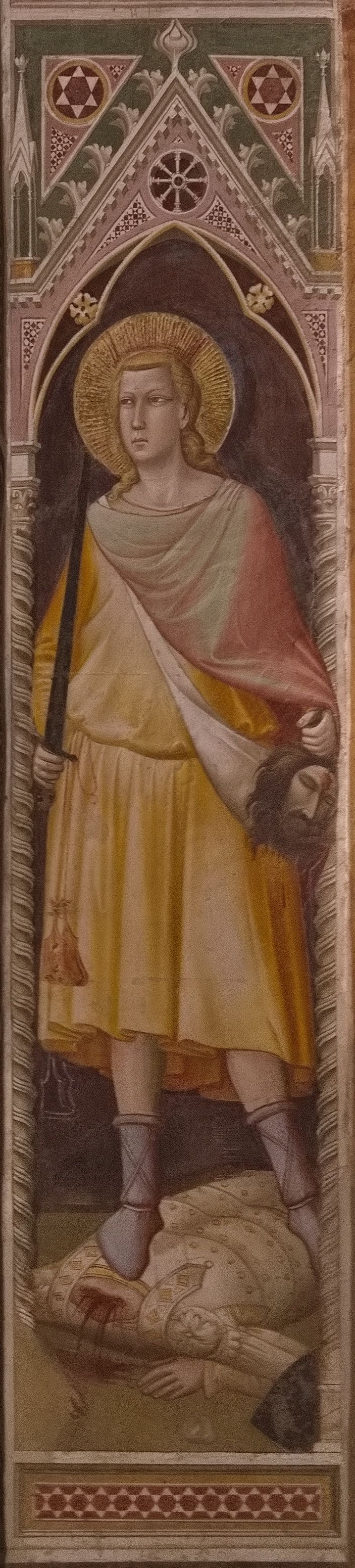
'골리앗의 머리와 다윗' (동쪽 벽의 기둥)
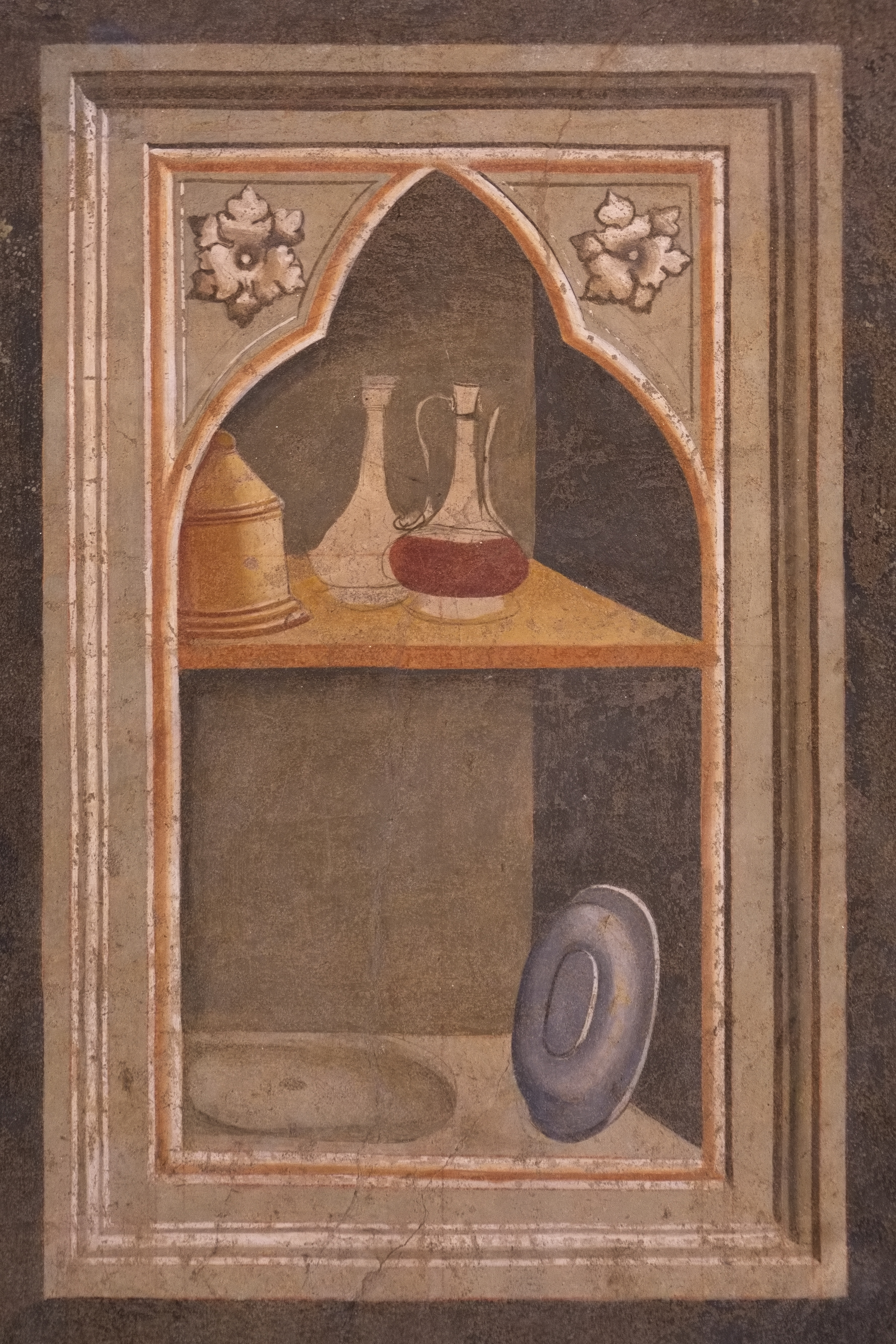
프레스코 장식 (북쪽 벽)
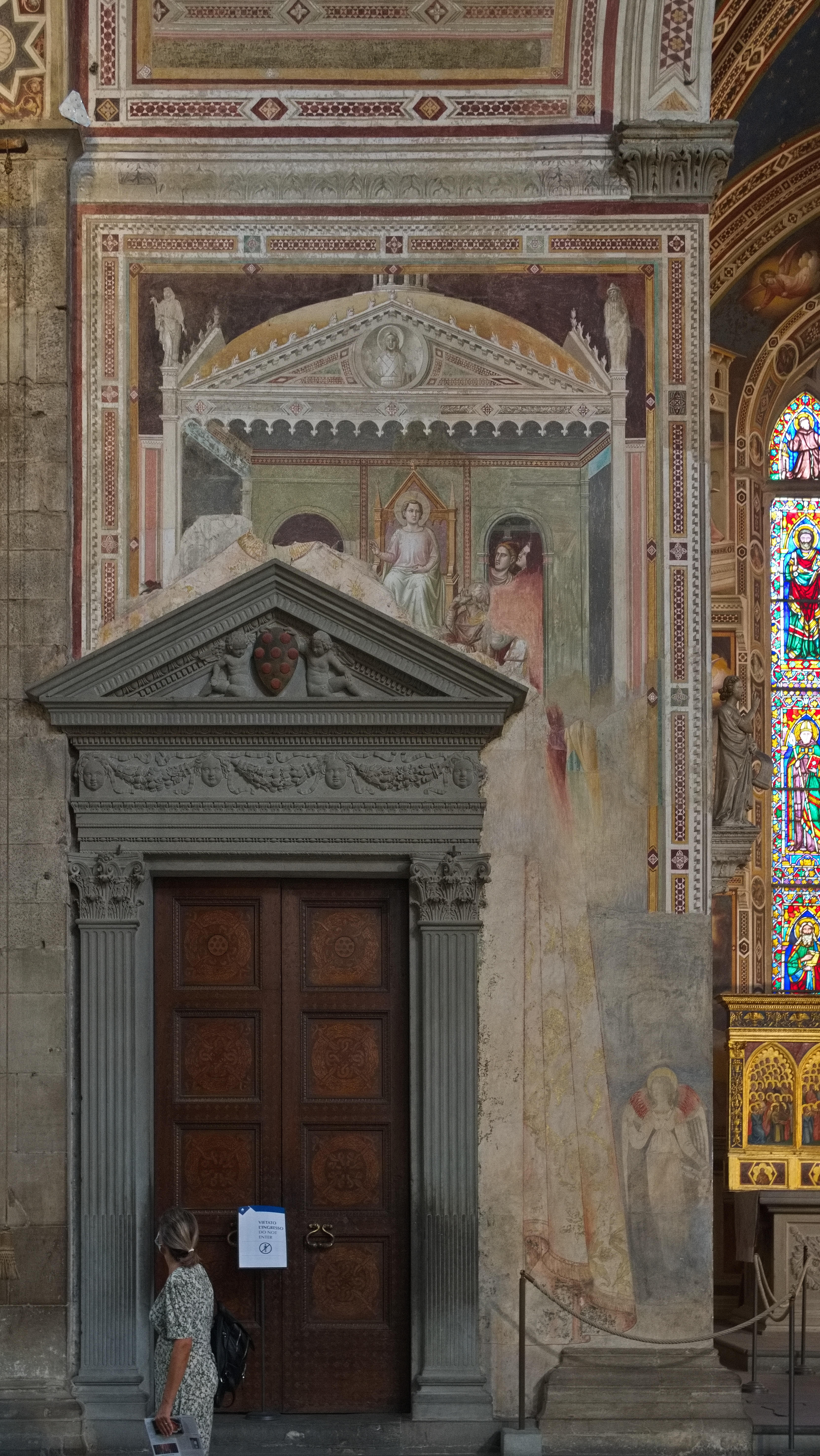
예배당의 좌측에 위치한 타데오 가디의 프레스코 흔적으로, 조르조 바사리가 제작한 성기 르네상스 건축물이 덧붙여졌다
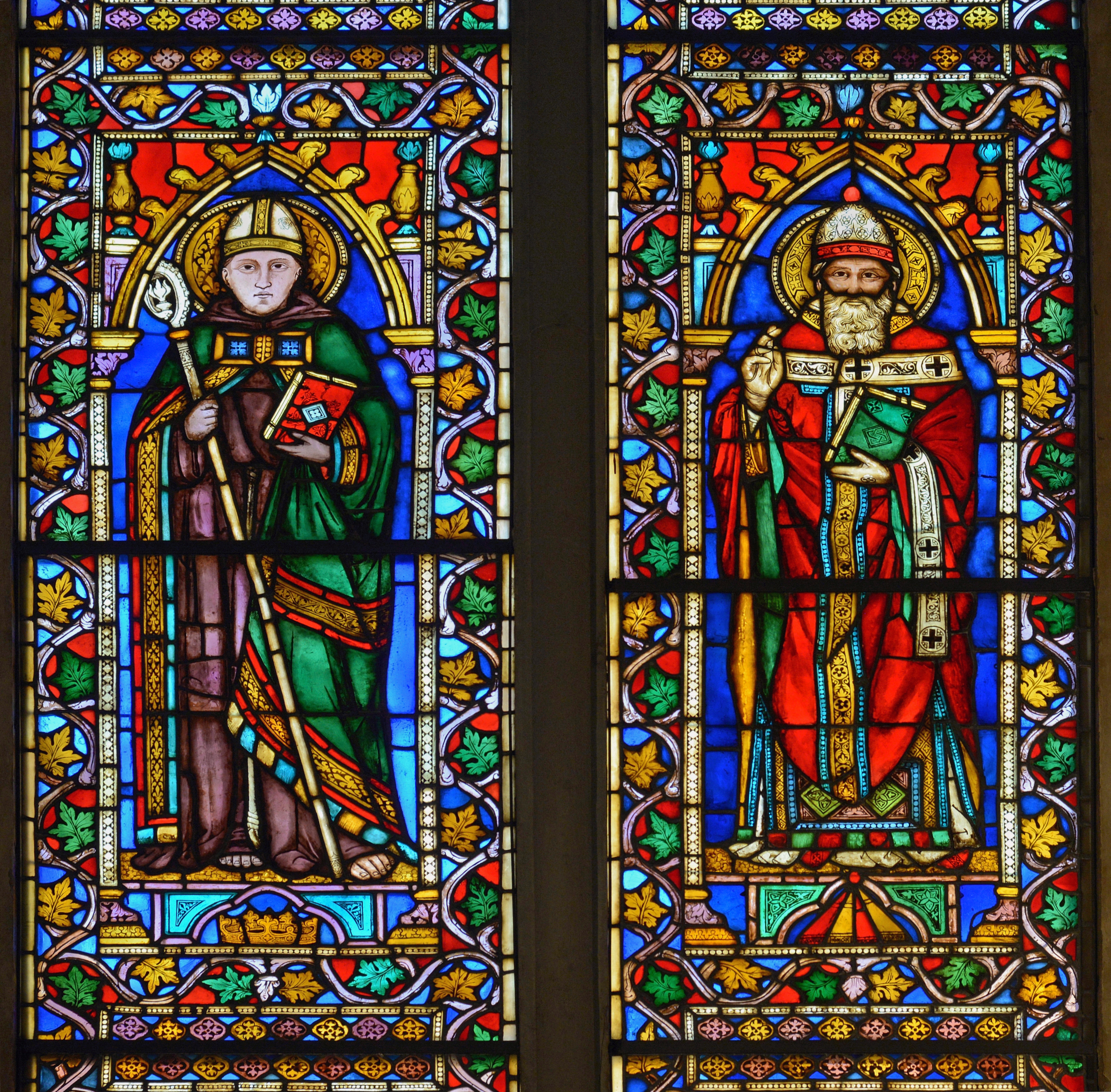
타데오 가디가 설계한 스테인드글라스의 가운데에 있는 두 선지자
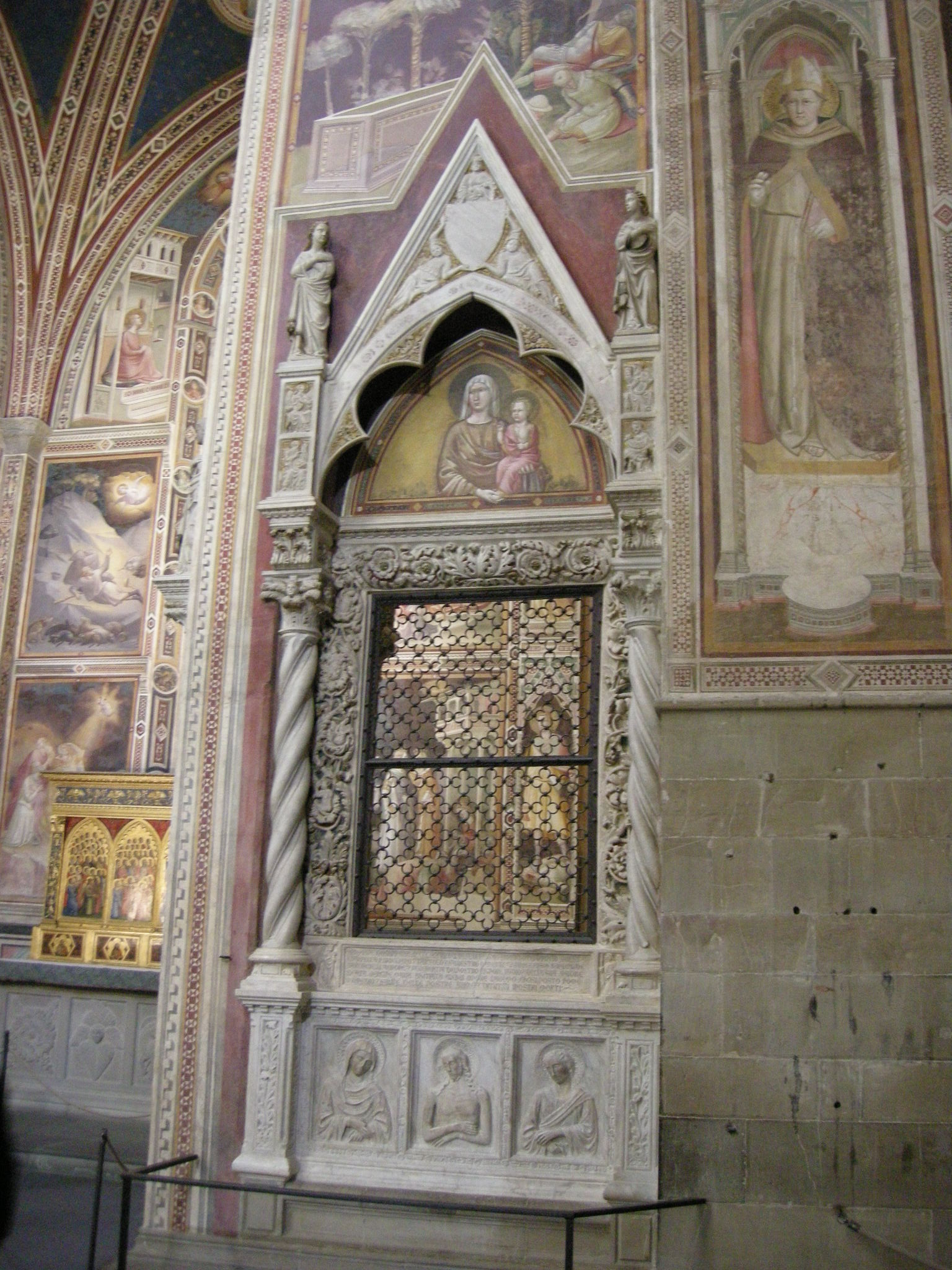
바론첼리 가문의 무덤